# 透顶溪蟌
透顶溪蟌（学名：Euphaea masoni）为蜻蛉目幽蟌科的一种豆娘。

## 描述
雄性几乎是全黑的，包括它的翅膀。 雌性的翅膀是半透明的浅黄色。

## 分布
本种分布于东南亚，包括 中国南部、印度、老挝、缅甸、泰国、越南。

## 习性
生活于溪流附近。 
本种可便乘 Nanocladius asiaticus (雙翅目, 搖蚊科) 的幼虫。